# Claus Krämer
Claus Krämer (* 28. Mai 1957 als Klaus Dieter Krämer in Waldniel, Niederrhein) ist ein deutscher Autor, Illustrator, Maler und Musiker.

## Leben
Claus Krämer besuchte ab 1967 in seinem Geburtsort das Gymnasium Sankt Wolfhelm. Der gelernte Zeitungsredakteur schreibt seit Mitte der 1990er Jahre Bücher zu den Themen Geschichte, Mythologie, Volks- und Ethnomedizin sowie Ratgeber mit historischem Hintergrund. Er hat zudem mehrere alte Märchen und Sagen aus dem englischsprachigen Raum ins Deutsche übersetzt, analysiert und veröffentlicht. Der Autor hat mit seiner Frau zwei erwachsene Kinder und lebt in Wegberg (Nordrhein-Westfalen).

## Werke
- Kleine Teufelskunde. Regionalia Verlag, 2021, ISBN 978-3-95540-361-4
- Die Heilkunst der Kelten. Schirner Verlag, 2020, ISBN 978-3-8434-1412-8
- Mythen und Sagen der Kelten. Regionalia Verlag, 2020, ISBN 978-3-95540-269-3
- Keltská medicina. Fontána Verlag, 2016, ISBN 978-80-7336-843-2
- Mit Jörg-Wolf Krämer: Der heilige Gral: Wahres - Wahrscheinliches - Wundersames. Regionalia Verlag, 2015, ISBN 978-3-95540-153-5
- Mit Jörg-Wolf Krämer: Die gantze Wahrheyt von den Hexen und deren Zaubereyn. Regionalia Verlag, 2015, ISBN 978-3-95540-139-9
- Mit Jörg-Wolf Krämer: Allerley Narretey: Unterhaltungskunst im Mittelalter. Regionalia Verlag, 2014, ISBN 978-3-95540-122-1
- Kleine Keltenkunde. Regionalia Verlag, 2013, ISBN 978-3-939722-88-5
- Lexikon der tibetischen Medizin. Verlag Peter Erd, 2004, ISBN 978-3-942339-23-0
- Das Vermächtnis des Medizinmannes. Verlag Peter Erd, 2003, ISBN 978-3-942339-83-4
- Keltische Heilkunst. Bauer Verlag, 2002, ISBN 978-3-7626-0830-1
- Sanddorn: Gesund und schön mit der traditionellen Heilpflanze. Wilhelm Heyne Verlag, 2001, ISBN 978-3-453-18172-4.
- Gesund und fit mit Ingwer. Seehamer Verlag, 2000, ISBN 978-3-934058-12-5
- Traditionelle tibetische Medizin. Midena Verlag, 2000, ISBN 978-3-310-00593-4
- ABC des Johanniskrauts. Verlag Peter Erd, 1998, ISBN 978-3-942339-11-7